# شانشی اتومبیل

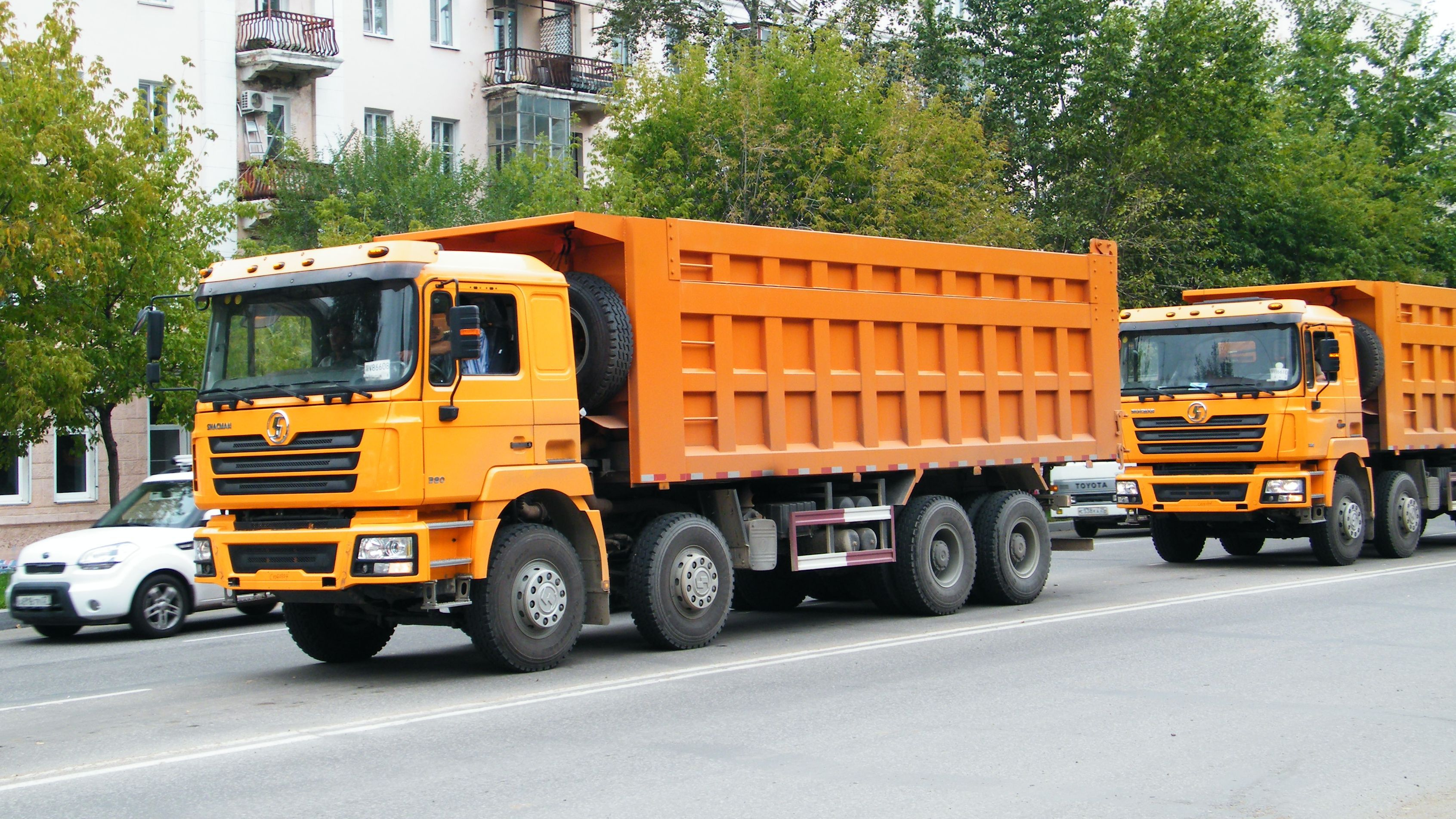
شانشی تولید کننده ماشین های سنگین چینی

شانشی اتومبیل (انگلیسی: Shaanxi Automobile) شرکت خودروسازی چینی است، که در سال ۱۹۶۸ تأسیس شد.